# Julian Peabody
Julian Livingston Peabody (* 29. März 1881 in New York City, New York, USA; † 24. Januar 1935 im Atlantik vor der Küste von New Jersey) war ein US-amerikanischer Architekt in der ersten Hälfte des 20. Jahrhunderts, der vor allem im Großraum New York tätig war und viele öffentliche Gebäude entwarf.

## Leben
Peabody kam 1881 in New York als eines von drei Kindern von Charles Augustus Peabody, Jr. (1837–1922) und dessen Frau Charlotte Anita Damon zur Welt, die am 27. Januar 1880 in Manhattan geheiratet hatten. Beide Elternteile stammten aus prominenten New Yorker Familien. Seine jüngeren Geschwister waren John Damon Peabody und Anita Leslie Peabody.
Am 27. März 1913 heiratete er in Aiken im US-Bundesstaat South Carolina die zehn Jahre jüngere Celestine Eustis Hitchcock (* 23. Juni 1892), Tochter des US-amerikanischen Polo-Profis Thomas Hitchcock Sr. und dessen Frau Louise Marie Eustis, die vor allem als ausgezeichnete Reitsportlerin bekannt war. Die Trauung wurde von Rev. Henry Pinckney Northrop vollzogen. Aus der Ehe gingen zwei Kinder hervor, Julian Livingston Peabody, Jr. (* 25. August 1914; † 16. November 2014) und Daphne Peabody Murray (* 28. März 1922 in New York; † 10. Januar 2021). Die Familie lebte auf einem Besitz namens Pond Hollow Farm in der Gemeinde Westbury auf Long Island, welchen Peabody selbst entworfen hatte.
Peabody war Partner im Architekturbüro Peabody, Wilson & Brown und wurde vor allem als Architekt öffentlicher Bauten im Staat New York bekannt, wie dem U.S. Post Office Mineola in Mineola (Nassau County), der Westbury High School in Westbury (ebenfalls Nassau County), der Cold Spring Harbor Library in Cold Spring Harbor (Suffolk County) und der Huntington Town Hall in Huntington (ebenfalls Suffolk County). Anfang der 1930er renovierte er zudem das renommierte Hotel Astor am New Yorker Times Square im Art-déco-Stil.
Am 24. Januar 1935 gingen Peabody und seine Frau in New York an Bord des Passagierschiffs Mohawk der Clyde-Mallory Line, welches Veracruz in Mexiko als Endstation haben sollte. Sie wollten dem kalten New Yorker Winter entfliehen und Urlaub in Guatemala machen. Dort wollte Peabody seine Zeit vor allem mit seinem Hobby, der Malerei, verbringen. Nur wenige Stunden nach der Abfahrt kollidierte die Mohawk vor dem Küstenstädtchen Asbury Park mit dem norwegischen Frachter Talisman und sank zweieinhalb Stunden später. 47 Menschen kamen ums Leben, darunter Julian und Celestine Peabody. Ihre Leichen wurden geborgen und identifiziert.
Seine Tochter Daphne heiratete 1944 Edward Eugene Murray, einen Sohn des demokratischen Senators aus Montana James Edward Murray.